# Национал-либеральная партия (Германия)
Национал-либеральная партия (нем. Nationalliberale Partei) — консервативно-либеральная партия в Германии в 1867—1918 годах.

## История
Во время объединения Германии под руководством Пруссии национал-либералы стали доминирующей партией в парламенте Рейхстага. Поддерживая общие идеалы либерализма и национализма, партия имела два крыла, которые отражали противоречивые требования ее гегелевского и идеалистического наследия: одно подчеркивало власть государства через Nationalstaat, а другое подчеркивало гражданские свободы (Rechtsstaat). Хотя этот раскол позже оказался фатальным для ее единства, национал-либералам удалось остаться ключевой партией в течение десятилетий после объединения, сотрудничая как с прогрессистами, так и со свободными консерваторами по различным вопросам.
Национал-либеральная группа появилась в прусском ландтаге осенью 1866 года. Её составили правые члены Германской прогрессистской партии, группировавшиеся вокруг Эдуарда Ласкера и Ганса Виктора фон Унру. Несмотря на разногласия с правительством по поводу внутренней политики, партия активно поддерживала деятельность Бисмарка, направленную на объединение Германии. Председателем официально оформившейся к 1867 году НЛП стал Рудольф фон Беннигсен. На первых выборах в рейхстаг в 1871 году партия получила более 30 % голосов, сформировав крупнейшую депутатскую фракцию.
Период наибольшего влияния НЛП приходится на 1871—1879 годы, когда партия являлась главным союзником Бисмарка в рейхстаге, поддерживая правительственную политику культуркампфа. Деловым кругам, поддерживавшим НЛП, была выгодна политика свободной торговли, проводимая правительством в 1870-х годах. После перехода к протекционизму в 1880-е годы из партии вышла оппозиционная фракция, сформировавшая Немецкую партию свободомыслящих. Сама партия, все более вытесняемая с оппозиционного поля социал-демократами, постепенно сближалась с консерваторами. Во время Первой мировой войны НЛП во главе с Густавом Штреземаном поддерживала экспансионистские планы правительства.
После окончания войны и Ноябрьской революции произошёл раскол партии: умеренное крыло сформировало Немецкую народную партию, левое крыло слилось с ПНП, образовав Немецкую демократическую партию. Крайне правое меньшинство присоединилось к Немецкой национальной народной партии.

## Результаты на выборах в рейхстаг

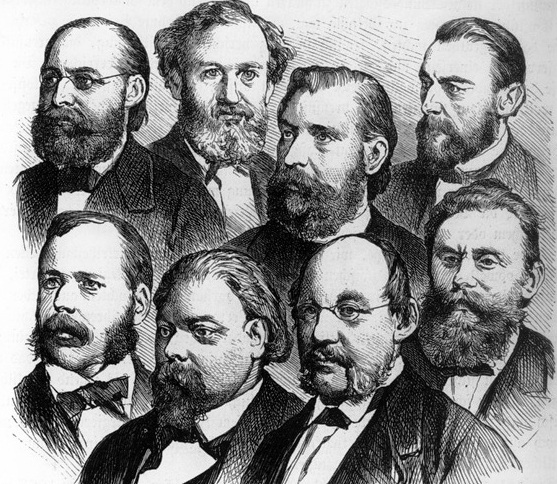
Лидеры Национал-либеральной партии. Верхний ряд (слева направо): Вильгельм Вехренфеннинг, Эдуард Ласкер, Генрих фон Трейчке, Иоганн Микель. Нижний ряд: Франц фон Роггенбах, Карл Браун, Рудольф фон Гнейст, Людвиг Бамбергер

Первыми выборами в истории партии стали выборы в Учредительный Рейхстаг в феврале 1867 года, на которых за Национал-либеральную партию отдали свои голоса 753 758 избирателей (20,19 %), что обеспечило ей 78 мандатов из 297 и статус ведущей политической силы. В августе того же года партия приняла участие в выборах северогерманского Рейхстага, получив 414 043 голосов (18,02 %) и 80 мест из 297. На этот раз национал-либералы были вторыми, пропустив вперёд ещё одну недавно созданную партию, прусскую Консервативную.
Выборы в рейхстаг Германской империи
| Выборы | Место | Голоса    | %       | Δ (п.п.) | Мандаты    | Δ     | %       | Δ (п.п.) |
| ------ | ----- | --------- | ------- | -------- | ---------- | ----- | ------- | -------- |
| 1871   | 1-е   | 1 125 942 | 28,97 % | дебют    | 117 из 382 | дебют | 30,63 % | дебют    |
| 1874   | 2-е   | 1 394 250 | 26,86 % | ▼2,21    | 147 из 397 | ▲30   | 37,03 % | ▲6,40    |
| 1877   | 1-е   | 1 440 266 | 26,67 % | ▼0,19    | 127 из 397 | ▼20   | 32,00 % | ▼5,03    |
| 1878   | 2-е   | 1 291 161 | 22,41 % | ▼4,26    | 97 из 397  | ▼30   | 24,43 % | ▼7,57    |
| 1881   | 4-е   | 617 752   | 12,12 % | ▼10,29   | 45 из 397  | ▼52   | 11,34 % | ▼13,09   |
| 1884   | 2-е   | 987 355   | 17,44 % | ▲5,32    | 50 из 397  | ▲5    | 12,60 % | ▲1,26    |
| 1887   | 1-е   | 1 651 288 | 21,90 % | ▲4,46    | 98 из 397  | ▲48   | 24,69 % | ▲12,09   |
| 1890   | 4-е   | 1 130 842 | 15,64 % | ▼6,26    | 38 из 397  | ▼60   | 9,57 %  | ▼15,12   |
| 1893   | 4-е   | 943 410   | 12,29 % | ▼3,35    | 51 из 397  | ▲13   | 12,85 % | ▲3,29    |
| 1898   | 3-е   | 997 147   | 12,86 % | ▲0,57    | 48 из 397  | ▼3    | 12,09 % | ▼0,76    |
| 1903   | 3-е   | 1 301 473 | 13,71 % | ▲0,85    | 50 из 397  | ▲2    | 12,60 % | ▲0,51    |
| 1907   | 3-е   | 1 666 705 | 14,80 % | ▲1,09    | 56 из 397  | ▲6    | 14,11 % | ▲1,51    |
| 1912   | 3-е   | 1 651 115 | 13,53 % | ▼1,27    | 45 из 397  | ▼11   | 11,34 % | ▼2,77    |